# 横落 (幸田町)
横落（よこおち）は愛知県額田郡幸田町の大字。

## 地理
幸田町のほぼ中心に位置する。小字を持つが、丁目は持たない。

### 小字
| - 字北門（きたもん） - 字郷中（ごうなか） - 字郷東（ごうひがし） | - 字郷前（ごうまえ） - 字竹ノ花（たけのはな） | - 字長根（ながね） - 字向野（むかいの） |

## 世帯数と人口
2015年（平成27年）10月1日現在の世帯数と人口は以下の通りである。
| 大字 | 世帯数  | 人口    |
| ---- | ------- | ------- |
| 横落 | 996世帯 | 2,769人 |

### 人口の変遷
国勢調査による人口の推移
| 1995年（平成7年）  | 1,867人 | [ 5 ] |  |
| 2000年（平成12年） | 2,007人 | [ 6 ] |  |
| 2005年（平成17年） | 2,548人 | [ 7 ] |  |
| 2010年（平成22年） | 2,779人 | [ 8 ] |  |
| 2015年（平成27年） | 2,769人 | [ 2 ] |  |

## 小・中学校の学区
市立小・中学校に通う場合、学区は以下の通りとなる。
| 番・番地等 | 小学校             | 中学校             |
| ---------- | ------------------ | ------------------ |
| 全域       | 幸田町立中央小学校 | 幸田町立幸田中学校 |

## 歴史
額田郡横落村を前身とする。

## 交通
- 国道248号
- 愛知県道480号美合幸田線

## 施設
- 秋葉神社
- 横落児童館
- 中部電力横落変電所

## その他

### 日本郵便
- 郵便番号 : 444-0114[3]（集配局：幸田郵便局[10]）。

## 参考資料
- 「角川日本地名大辞典」編纂委員会 編『角川日本地名大辞典 23 愛知県』角川書店、1989年3月8日。ISBN 4-04-001230-5。
- 有限会社平凡社地方資料センター 編『日本歴史地名体系第23巻 愛知県の地名』平凡社、1981年。ISBN 4-582-49023-9。